# 温莎 (安大略省)
温莎（英語：Windsor），當地華人舊譯穩梳，是加拿大安大略省西南部一座城市，位于圣克莱尔湖流入底特律河所在，北面隔河与美国密芝根州底特律相望并通过大桥、隧道与之相连，構成底特律-溫莎地區的一部分，並是加拿大地理位置最南端的城市。溫莎市坐落魁北克市-温莎走廊的西端，離倫敦西南約165（103英里），多倫多西南約332（206英里）。
溫莎市和艾塞克斯縣屬於同一個人口普查區，但溫莎市卻是一個獨立於艾塞克斯縣的分割行政區（separated municipality），兩者在行政区划上互不隶属。據2016年加拿大人口普查所示，溫莎市内人口為217,188人，在全國排名第23位；都會區人口則達329,144人，在全國排名第16位。
在對岸底特律的影響下，溫莎市在20世紀成為加拿大的汽車业重镇之一，克莱斯勒汽車公司加国总部即在此。

## 歷史
法國於1701年在現美國密芝根州底特律所在設立龐恰特雷恩堡（Fort Pontchartrain，又作底特律堡），而法國退役軍人和皮毛交易員亦在底特律河北岸定居和作業。隨着法裔殖民聚落陸續從底特律河北岸的河濱往內陸擴展，聚落外圍亦逐漸遠離龐恰特雷恩堡的保護，因此部分殖民從1747年起改往龐恰特雷恩堡對岸的地域定居，現溫莎一帶的歐裔聚落遂告形成。由於底特律河南岸的河岸線較其北岸為短，當地居民遂將此帶聚落稱為“小河岸”（la Petite Côte）。底特律河南岸的土地耗盡後，聚落改沿聖克萊爾湖南岸往東伸展，而該帶則稱為“聖母升天聚落”（Assumption settlement）。隨着法國在七年戰爭中敗於英國，新法蘭西於1763年割讓予英國，此帶地域遂落入英國的控制。
美國獨立戰爭過後，英美兩國確立底特律河為美國和上加拿大之間的界線。兩國於1794年簽署《傑伊條約》（Jay Treaty），英國遂於1796年正式將底特律堡轉交美國。為了安置大批原居於底特律河北岸但仍效忠英國的殖民，上加拿大於1796年-97年在底特律河南岸設立三文治聚落（Sandwich）。三文治於1817年設為警政村落（police village），並在往後年間發展成艾塞克斯縣的行政中心。
另一方面，三文治聚落以東的溫莎聚落（即現溫莎市中心一帶）正正位處底特律市中心的對岸，來往兩岸之間的人流和物流主要途經此地，因此在19世紀初至中期已逐步趕上三文治的規模。大西部鐵路（Great Western Railway）於1854年決定將其西端終點設於溫莎後，當地發展更為蓬勃。溫莎於同年正式建制為村，並聯同三文治於1858年雙雙改制為鎮；溫莎再於1892年改設市。

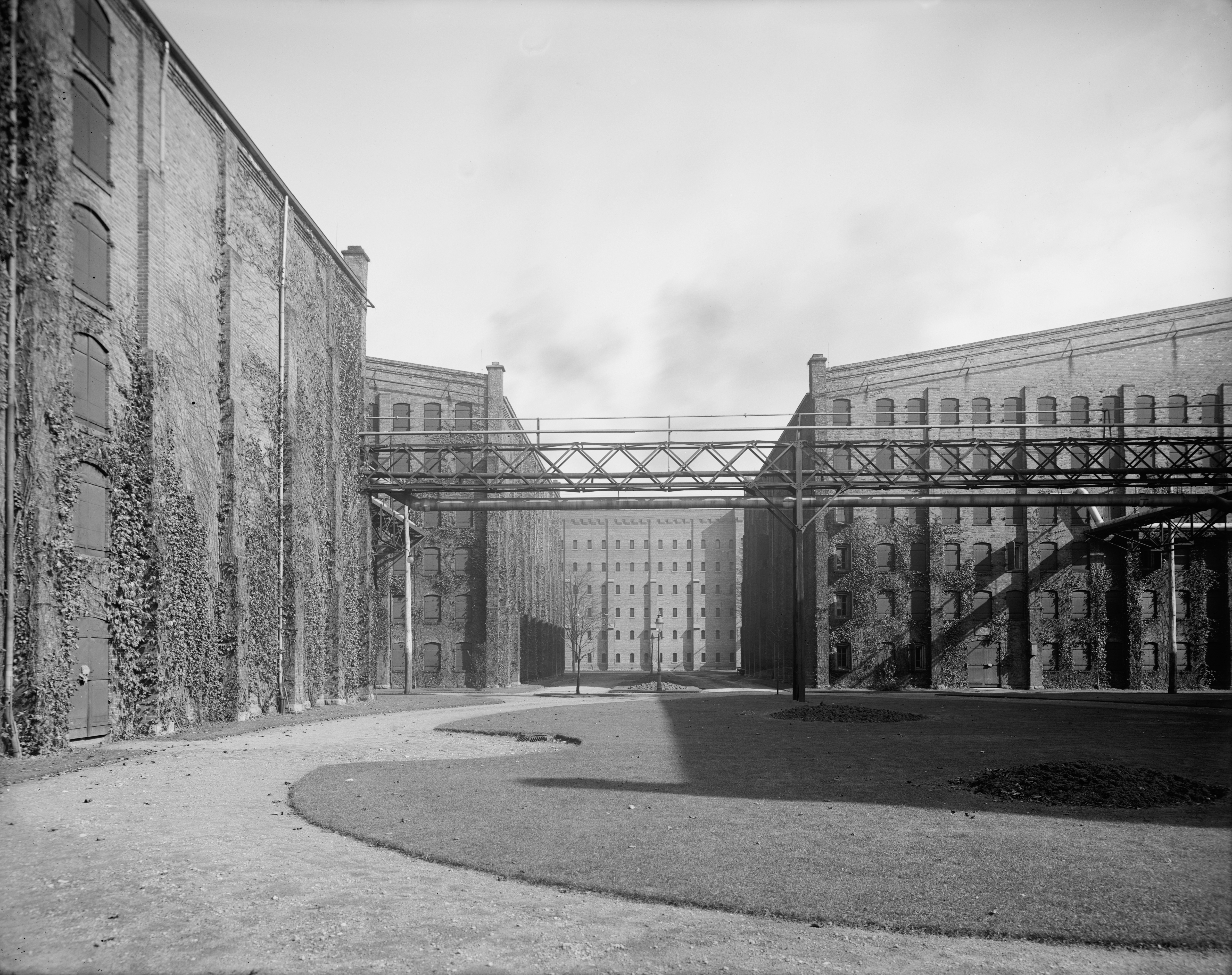
沃克维尔鎮内的酒廠（約攝於1910年）

1857年，海勒姆·沃克（Hiram Walker）在大西部鐵路總站附近設立酒厂，並在此建設一個新聚落來安置酒廠的僱員。此聚落以他名為沃克维尔（Walkerville），並於1890年建制為鎮。福特汽車於1904年在此設廠；福特車廠一帶的地區於1912年建制為村，取名為福特城（Ford City），1915年改設鎮，再於1929年改設市並更名為東溫莎（East Windsor）。
1920年代密芝根州實行禁酒令期間，從溫莎偷運酒類飲品到底特律的走私活動猖獗。另一方面，20世紀初汽車業興旺令此帶城鎮迅速增長，而溫莎市、東溫莎市、三文治鎮和沃克维尔鎮亦於1935年合併成新的溫莎市，當時總人口超越10萬。第二次世界大戰期間，此地重工業產量大增，吸引大批工人到此謀生，而溫莎市及其外圍地區的居民數目亦因此大幅上升。溫莎市再於1966年合併其鄰近的河邊鎮（Riverside）和奧吉布瓦人鎮（Ojibway），以及東三文治、南三文治和西三文治三個鄉的部分地區。

## 交通
溫莎市透過大使桥、底特律-溫莎隧道、密芝根中央鐵路隧道（現由加拿大太平洋鐵路營運）和一條貨車渡輪航線與底特律相連，當中大使橋為美加邊境上最繁忙的邊檢口岸，而底特律-溫莎隧道則緊隨其後名列第二。以取道該口岸的貿易額計算，大使橋更是北美最繁忙的邊檢口岸，美加兩國之間交易的商品中有超過25%取道此橋。
溫莎市為全加拿大最繁忙公路安大略401號省道的西端終點。此高速公路西起溫莎市南部的市界，自此往東經倫敦、基秦拿、多倫多和京士頓等地通往魁北克省邊界，並在此駁上魁北克20號高速公路通往蒙特婁。安大略3號省道同樣西起溫莎市南界，自此通往艾塞克斯鎮和查塔姆-肯特自治區等地。溫莎市亦透過艾塞克斯縣轄下一系列縣道與該縣其它社區相連。此外，由溫莎市政府管理的E·C·勞高速公路則由西至東貫穿該市。
401號省道目前並未駁上任何美加邊檢口岸，駕駛人士需在溫莎市内取道非高速公路資格的道路前往美加邊境。為了改善來往底特律河兩岸的交通，美加兩國政府於2004年宣佈興建一座新橋連接兩地。為了配合新橋項目，安大略省政府從2011年起將401號省道伸延至新橋的溫莎落腳點，2015年完工。新橋定名戈迪·豪國際大橋，2018年動工，暫定於2024年通車。
維亞鐵路營運客運列車服務連接溫莎和多倫多，每日有數班列車來往兩市；維亞的溫莎火車站是加拿大第六繁忙的客運鐵路站。市內的公共交通服務由市營的溫莎交通局營運，當中一條巴士線經底特律-溫莎隧道連接該兩市的市中心。安大略高速铁路也计划在未来连接温莎市和多伦多。
溫莎國際機場位於該市東南部，提供航班來往多倫多皮爾遜國際機場和比利·畢曉普機場，並有季節性航班來往古巴兩處航點和卡加利。位於密芝根州羅慕路斯的底特律都會韋恩縣機場則為該帶地域的主要機場，並是達美航空的樞紐之一，提供航班來往美國國内以至世界各地的航點。

## 气候
屬於溫帶大陸性濕潤氣候（柯本氣候分類法Dfa），一年四季分明。冬季平均摄氏零下5度左右，夏季摄氏28度左右。夏季潮濕炎熱，7月平均氣溫為23.0 °C（73 °F），但連同濕度效應感覺有如30.0 °C（86.0 °F）或以上的日子平均每年夏季出現70次。市内平均每年有32日發生雷暴，通常在夏季的下午發生。冬季大致嚴寒，1月平均氣溫為−3.8 °C（25.2 °F）。大湖效應下產生的雪暴通常不影響溫莎市，但在密歇根湖畔產生的大湖效應雪暴若達至一定規模的話也有可能影響此地。溫莎每年平均53日地面有積雪，而每年冬季平均則受三至五股大型雪暴侵襲。市内降水量在全年分佈相對均勻，每年平均日照時數則達2,261小時。
溫莎在加拿大國内各大城市中，每年平均最多日子受雷電、霧霾和30 °C（86 °F）最高氣溫的影響。此外，溫莎9月至11月的平均氣溫亦為全國最高，令其擁有國内最和暖的秋季。市内年度平均氣溫為9.9 °C（50 °F），亦為全國最高的地區之一市内記錄低溫為−32.8 °C（−27.0 °F），於1973年1月29日錄得；記錄高溫則為40.2 °C（104.4 °F），於1988年6月25日錄得。
| 溫莎國際機場（1981年−2010年） | 溫莎國際機場（1981年−2010年） | 溫莎國際機場（1981年−2010年） | 溫莎國際機場（1981年−2010年） | 溫莎國際機場（1981年−2010年） | 溫莎國際機場（1981年−2010年） | 溫莎國際機場（1981年−2010年） | 溫莎國際機場（1981年−2010年） | 溫莎國際機場（1981年−2010年） | 溫莎國際機場（1981年−2010年） | 溫莎國際機場（1981年−2010年） | 溫莎國際機場（1981年−2010年） | 溫莎國際機場（1981年−2010年） | 溫莎國際機場（1981年−2010年） |
| 月份                          | 1月                           | 2月                           | 3月                           | 4月                           | 5月                           | 6月                           | 7月                           | 8月                           | 9月                           | 10月                          | 11月                          | 12月                          | 全年                          |
| ----------------------------- | ----------------------------- | ----------------------------- | ----------------------------- | ----------------------------- | ----------------------------- | ----------------------------- | ----------------------------- | ----------------------------- | ----------------------------- | ----------------------------- | ----------------------------- | ----------------------------- | ----------------------------- |
| 历史最高湿热指数              | 18.1                          | 22.3                          | 31.3                          | 35.7                          | 42.3                          | 52.1                          | 50.9                          | 47.5                          | 46.9                          | 39.2                          | 27.5                          | 24.1                          | 52.1                          |
| 历史最高温 °C（°F）           | 17.8 (64.0)                   | 20.4 (68.7)                   | 26.6 (79.9)                   | 31.1 (88.0)                   | 34.0 (93.2)                   | 40.2 (104.4)                  | 38.3 (100.9)                  | 37.7 (99.9)                   | 37.2 (99.0)                   | 32.2 (90.0)                   | 26.1 (79.0)                   | 19.6 (67.3)                   | 40.2 (104.4)                  |
| 平均高温 °C（°F）             | −0.3 (31.5)                   | 1.1 (34.0)                    | 6.7 (44.1)                    | 14.1 (57.4)                   | 20.4 (68.7)                   | 25.8 (78.4)                   | 28.1 (82.6)                   | 26.9 (80.4)                   | 22.9 (73.2)                   | 15.8 (60.4)                   | 8.8 (47.8)                    | 2.0 (35.6)                    | 14.4 (57.9)                   |
| 日均气温 °C（°F）             | −3.8 (25.2)                   | −2.6 (27.3)                   | 2.3 (36.1)                    | 8.9 (48.0)                    | 15.0 (59.0)                   | 20.5 (68.9)                   | 23.0 (73.4)                   | 22.0 (71.6)                   | 17.9 (64.2)                   | 11.3 (52.3)                   | 5.1 (41.2)                    | −1.2 (29.8)                   | 9.9 (49.8)                    |
| 平均低温 °C（°F）             | −7.3 (18.9)                   | −6.3 (20.7)                   | −2.2 (28.0)                   | 3.7 (38.7)                    | 9.5 (49.1)                    | 15.3 (59.5)                   | 17.9 (64.2)                   | 17.1 (62.8)                   | 12.8 (55.0)                   | 6.7 (44.1)                    | 1.4 (34.5)                    | −4.3 (24.3)                   | 5.4 (41.7)                    |
| 历史最低温 °C（°F）           | −29.1 (−20.4)                 | −23.4 (−10.1)                 | −19.7 (−3.5)                  | −9.5 (14.9)                   | −2.8 (27.0)                   | 2.8 (37.0)                    | 5.6 (42.1)                    | 5.2 (41.4)                    | −1.1 (30.0)                   | −5 (23)                       | −15.6 (3.9)                   | −23.4 (−10.1)                 | −29.1 (−20.4)                 |
| 历史最低風寒指數              | −42.4                         | −36                           | −27.5                         | −18                           | −7.5                          | 0.0                           | 0.0                           | 0.0                           | 0.0                           | −11                           | −25.2                         | −35.3                         | −42.4                         |
| 平均降水量 mm（）             | 62.1 (2.44)                   | 62.2 (2.45)                   | 70.0 (2.76)                   | 83.0 (3.27)                   | 89.3 (3.52)                   | 86.1 (3.39)                   | 89.2 (3.51)                   | 72.6 (2.86)                   | 93.9 (3.70)                   | 72.6 (2.86)                   | 79.6 (3.13)                   | 74.1 (2.92)                   | 934.6 (36.80)                 |
| 平均降雨量 mm（）             | 32.4 (1.28)                   | 35.6 (1.40)                   | 50.9 (2.00)                   | 77.7 (3.06)                   | 89.3 (3.52)                   | 86.1 (3.39)                   | 89.2 (3.51)                   | 72.6 (2.86)                   | 93.9 (3.70)                   | 72.0 (2.83)                   | 74.5 (2.93)                   | 48.3 (1.90)                   | 822.4 (32.38)                 |
| 平均降雪量 cm（）             | 37.2 (14.6)                   | 30.5 (12.0)                   | 20.9 (8.2)                    | 5.8 (2.3)                     | 0.0 (0.0)                     | 0.0 (0.0)                     | 0.0 (0.0)                     | 0.0 (0.0)                     | 0.0 (0.0)                     | 0.6 (0.2)                     | 5.5 (2.2)                     | 28.8 (11.3)                   | 129.3 (50.9)                  |
| 平均降水天数（≥ 0.2 mm）      | 15.8                          | 12.3                          | 13.4                          | 13.5                          | 12.5                          | 11.3                          | 11.0                          | 10.2                          | 10.4                          | 11.5                          | 12.7                          | 14.9                          | 149.5                         |
| 平均降雨天数（≥ 0.2 mm）      | 6.6                           | 5.6                           | 9.0                           | 12.6                          | 12.5                          | 11.3                          | 11.0                          | 10.2                          | 10.4                          | 11.5                          | 11.0                          | 8.4                           | 120.0                         |
| 平均降雪天数（≥ 0.2 cm）      | 12.3                          | 9.4                           | 6.6                           | 2.2                           | 0.0                           | 0.0                           | 0.0                           | 0.0                           | 0.0                           | 0.37                          | 3.0                           | 10.1                          | 44.0                          |
| 平均相對濕度（％）            | 80.2                          | 79.3                          | 77.3                          | 76.6                          | 77.6                          | 79.5                          | 81.5                          | 85.6                          | 85.2                          | 81.3                          | 80.3                          | 80.6                          | 80.4                          |
| 月均日照時數                  | 105.4                         | 124.3                         | 167.4                         | 198.0                         | 260.4                         | 270.0                         | 294.5                         | 257.3                         | 210.0                         | 170.5                         | 123.0                         | 80.6                          | 2,261.4                       |
| 日均日照時數                  | 3.4                           | 4.4                           | 5.4                           | 6.6                           | 8.4                           | 9.0                           | 9.5                           | 8.3                           | 7.0                           | 5.5                           | 4.1                           | 2.6                           | 6.2                           |
| 来源1：加拿大環境部           |                               |                               |                               |                               |                               |                               |                               |                               |                               |                               |                               |                               |                               |
| 来源2：(sunshine hours only)  |                               |                               |                               |                               |                               |                               |                               |                               |                               |                               |                               |                               |                               |

## 人口
溫莎市於2016年有217188名居民，較2011年增长3.0%；溫莎都會區於2016年則有329144名居民，較2011年增长3.1%。温莎吸引了来自世界各地的移民，超过20%的居民在国外出生，在加拿大眾城市中排名第四。有色人種少數裔佔市内居民21.0%，令溫莎市成為大多倫多地區以外安大略省種族最多樣化的城市。
根据2001年统计，温莎居民中男性占48.9%，女性 51.1% 。五岁以下儿童占6.3%（加拿大平均为 5.6%）。退休居民（65岁以上）占14.1%（加拿大平均为 13.0%）。人口年龄中值为36.0（加拿大平均为37.6）。
溫莎市居民主要使用英語；以法語為母語的市民佔全市總人口約3.7%。

## 教育

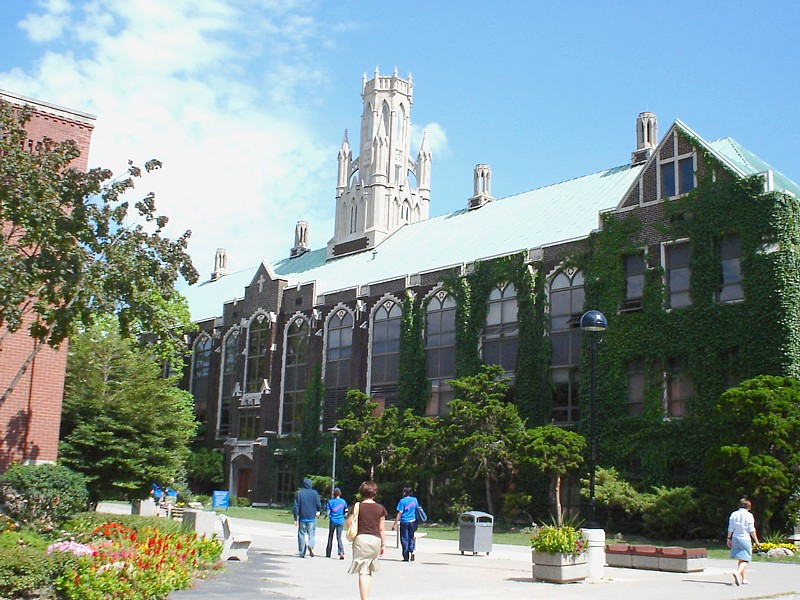
溫莎大學

温莎市內的主要高等院校包括温莎大学和圣克莱尔学院（St. Clair College）。基礎教育方面，市內的公立中小學以主要授課語言和宗教背景分為四個類別，並由四間不同機構營運：
- 大艾塞克斯縣教育局（Greater Essex County District School Board）：負責營運市內的英語世俗公立中小學
- 溫莎-艾塞克斯天主教教育局（Windsor-Essex Catholic District School Board）：負責營運市內的英語天主教公立中小學
- 維亞蒙德教育局（Conseil scolaire Viamonde）：負責營運市內的法語世俗公立中小學
- 西南部天主教教育局（Conseil scolaire de district des écoles catholiques du Sud-Ouest）：負責營運市內的法語天主教公立中小學

上述機構同時服務溫莎市和艾塞克斯縣。市內的英語世俗公立中小學於1998年前由溫莎教育局（Windsor Board of Education）營運。

## 媒體

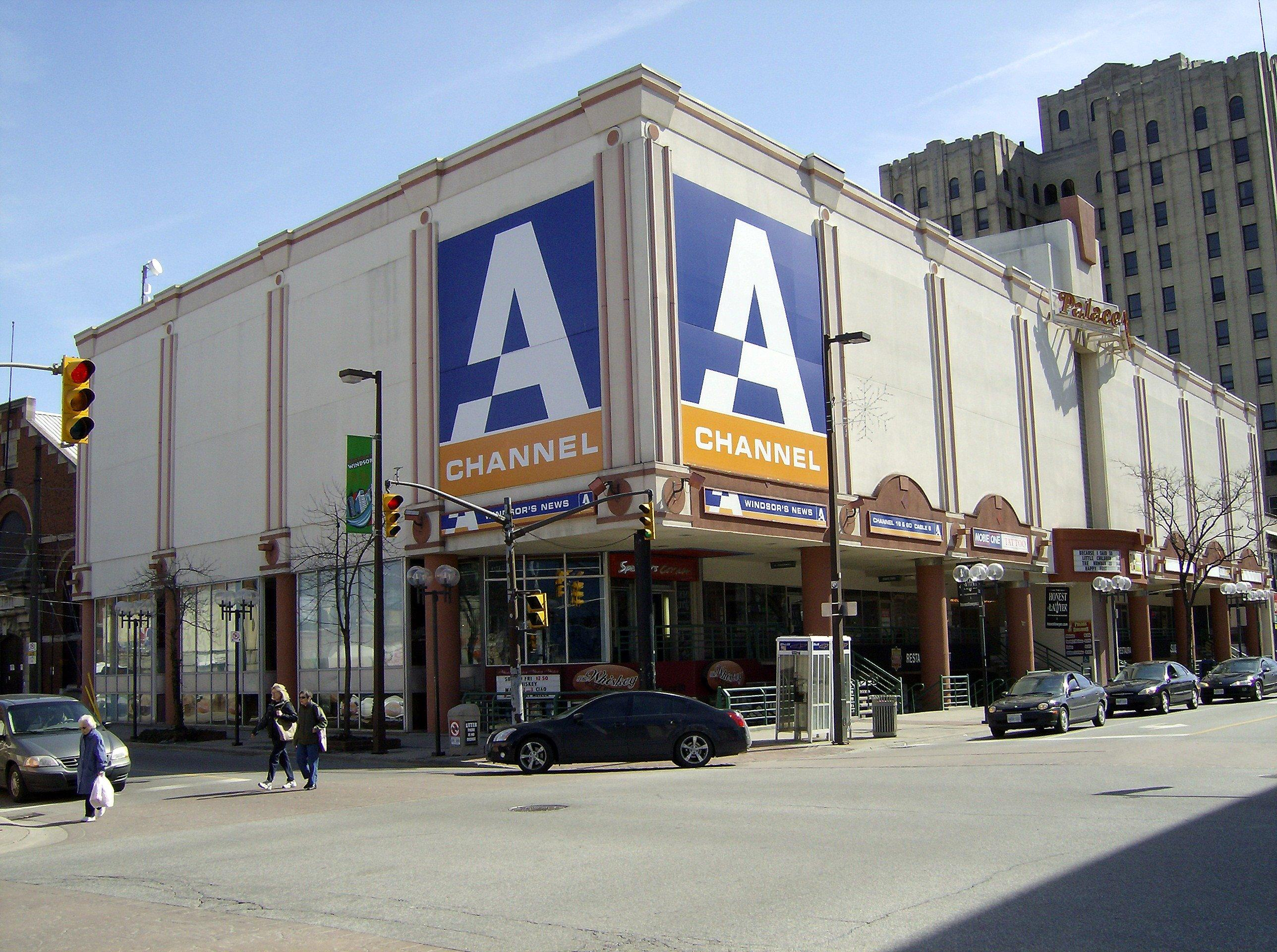
CHWI的溫莎市廣播大樓

底特律的大部分電台和無線電視訊號皆可在溫莎市接收，因此溫莎市經常被視為底特律電子媒體市場的一部分。外製電視或電台節目的播映權同時覆蓋兩個城市，播映權的售價亦反映此安排。由於加拿大的主要私營電視台（CTV的主頻道、環球電視和Citytv）轉播大量美國電視節目，他們若在溫莎市設立發射站的話便需以高價購入那些節目的播映權，因此該三間電視台皆不在溫莎市以内作無線廣播。CTV主頻道和環球電視在溫莎市以外設有轉播站，但兩者的訊號皆主要覆蓋溫莎市以東的地域，在溫莎市以内較難接收。
溫莎市内有兩間無線地區電視台，分別為加拿大廣播公司英語電視台的直屬分台CBET，和隸屬CTV第二台（即CTV次要頻道）的CHWI。CHWI的主發射站設於惠特利（Wheatley），其溫莎轉播站以低功率廣播，以盡量減低該台訊號在密芝根州的覆蓋範圍。此外，安省政府轄下的公共電視台安大略電視（TVOntario）亦在市内設有轉播站。
加拿大廣播公司的法語電視台過去曾在溫莎市設有直屬分台CBEFT；該台後來改為多倫多分台CBLFT的轉播站，再於2012年終止廣播。市内居民現需透過有線或衛星電視接收CBLFT。
溫莎市的主要報章為《溫莎星報》（Windsor Star）。

## 著名人物
- 保罗·马丁：加拿大前总理（2003年-2006年）。
- 约翰·斯温森：密歇根州前州长（1961年-1963年）。
- 大卫·休伯尔：1981年诺贝尔生理学或医学奖获得者。
- 仙妮亞·唐恩：加拿大女歌手和作曲家。
- 奥利弗·普莱特：美国电影及电视、舞台剧演员。

## 友好城市
| - 英格兰考文垂 |  | - 加拿大格兰比 |  | - 中国长春 |